# Evansville (Wisconsin)
Evansville is een plaats (city) in de Amerikaanse staat Wisconsin, en valt bestuurlijk gezien onder Rock County.

## Demografie
Bij de volkstelling in 2000 werd het aantal inwoners vastgesteld op 4039. In 2006 is het aantal inwoners door het United States Census Bureau geschat op 4895, een stijging van 856 (21,2%).

## Geografie
Volgens het United States Census Bureau beslaat de plaats een oppervlakte van 5,7 km², waarvan 5,6 km² land en 0,1 km² water. Evansville ligt op ongeveer 278 m boven zeeniveau.

## Plaatsen in de nabije omgeving
De onderstaande figuur toont nabijgelegen plaatsen in een straal van 20 km rond Evansville.